# Hartmut Millarg
Hartmut Millarg (* im 20. Jahrhundert) ist ein deutscher Autor und Architekt.

## Leben

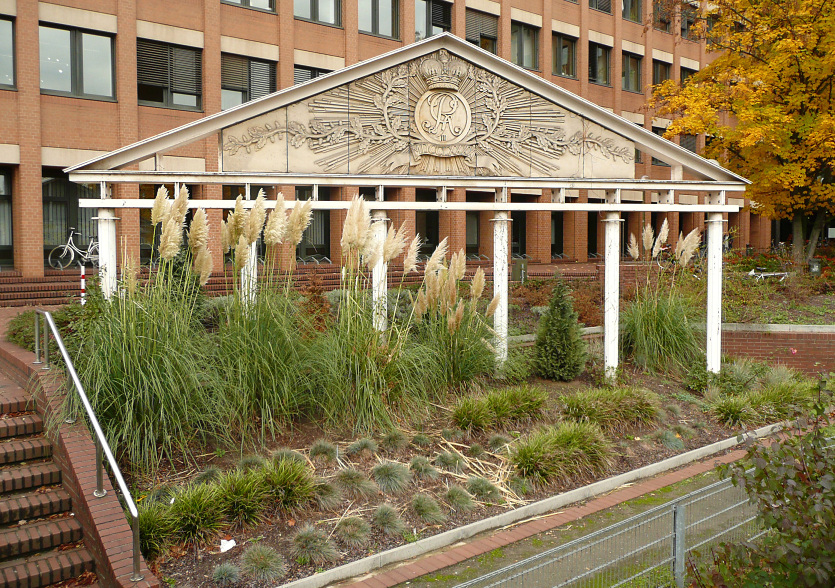
Giebeldreieck der ehemaligen Clevertor-Wache mit dem Wappen und den Initialen von König Georg III. Großbritannien und Irland neben der Clevertorbrücke und vor der Agentur für Arbeit in Hannover

Hartmut Millarg publizierte insbesondere über Altstadt-Sanierung und Denkmalschutz, Stadtentwicklung und Stadterneuerung. Dabei entstanden in Zusammenarbeit mit der Universität Hannover Schriften über Niedersachsen und insbesondere über Städte wie Langenhagen, Bad Neustadt an der Saale, Winsen (Luhe) und Hannover (siehe Literatur).
Als Architekt entwarf Hartmut Millarg für das 1980 im Hof des Niedersächsischen Landesmuseums ausgegrabene klassizistische Giebeldreiecks der Clevertorwache von 1790 mit dem Wappen  und den Initialen des seinerzeit noch in Personalunion zwischen Großbritannien und Hannover regierenden König Georg III. Großbritannien und Irland den Stahlrahmen-Ständer für die Wieder-Errichtung des Dreiecks am Clevertor.

## Schriften (Auswahl)
- Hartmut Millarg: Bahnhof Godshorner Strasse: Ergebnisse eines deutsch-polnischen Studienseminars (= Planen und Bauen, Bd. 46), Langenhagen: Der Stadtdirektor, Baudezernat, 1994
- Hartmut Millarg, Weeber und Partner (Stuttgart): Altstadtsanierung Bad Neustadt a.d. Saale. Vorbereitende Untersuchungen, Hannover: Technische Universität, Lehrstuhl und Institut für Städtebau, Wohnungswesen und Landesplanung, 1976
- Hartmut Millarg, Martin Thumm: Stadtgestalt und Denkmalschutz in Niedersachsen. Bericht über die Ergebnisse des Niedersächsischen Landeswettbewerb 1978, Hannover: Institut für Städtebau, Wohnungswesen und Landesplanung der Universität Hannover, 1980
- Friedrich Spengelin, Detlef J. Naumann, Hartmut Millarg: Zukunft Stadt. Stadtentwicklung und Stadterneuerung in Niedersachsen (Untertitel: Dieser Katalog dokumentiert und ergänzt eine Ausstellung des Niedersächsischen Sozialministeriums. Die Ausstellung wird erstmals vom 4. bis 6. Oktober 1989 im Zusammenhang mit dem Internationalen Kongress „Zukunft Stadt“ gezeigt, der vom Land Niedersachsen und der Konrad-Adenauer-Stiftung e.V. veranstaltet wird), im Zusammenhang mit dem International Congress City of the Future bzw. dem Congrès International Ville du Futur entstanden, Hannover: Niedersächsisches Sozialministerium, [o. D., 1989?], ISBN 3-922805-31-0
- Hartmut Millarg, Detlef Naumann: Winsen (Luhe). Bericht über die Sanierung der Altstadt, hrsg. im Auftrag der Stadt Winsen (Luhe) und dem Institut für Städtebau, Wohnungswesen und Landesplanung der Universität Hannover, Hannover: Institut für Städtebau, Wohnungswesen und Landesplanung, 1991, ISBN 3-922805-42-6
- Michael Braum, Hartmut Millarg (Hrsg.), Isa Baumgart, Jens Giesecke: Urban design in Hannover. A guide to 50 developments and housing estates (= Städtebau in Hannover), (in Deutsch und Englisch) mit einer Einführung von Hanns Adrian und Sid Auffarth, Berlin: Reimer, 2000, ISBN 3-496-01223-4